# Liste der Staatsoberhäupter 1953
Übersicht
◄◄ | ◄ | 1949 | 1950 | 1951 | 1952 | Liste der Staatsoberhäupter 1953 | 1954 | 1955 | 1956 | 1957 | ► | ►►

Weitere Ereignisse

## Afrika
- Ägypten (seit 18. Juni 1953 Republik)
  - Staatsoberhaupt:
    - König Fu'ād II. (1952–18. Juni 1953)
    - Präsident Muhammad Nagib (18. Juni 1953–1954, 1954) (1952–1954, 1954 Ministerpräsident)

  - Regierungschef: Ministerpräsident Muhammad Nagib (1952–1954, 1954) (1953–1954, 1954 Präsident)

- Äthiopien
  - Staatsoberhaupt: Kaiser Haile Selassie (1930–1974) (1916–1930 Regent, 1936–1941 im Exil)
  - Regierungschef: Ministerpräsident Makonnen Endelkachew (1943–1957)

- Liberia
  - Staats- und Regierungschef: Präsident William S. Tubman (1944–1971)

- Libyen
  - Staatsoberhaupt: König Idris (1951–1969)
  - Regierungschef: Ministerpräsident Mahmud al-Muntasir (1951–1954, 1964–1965)

- Südafrika
  - Staatsoberhaupt: Königin Elisabeth II. (1952–1961)
    - Generalgouverneur: Ernest George Jansen (1951–1959)

  - Regierungschef: Ministerpräsident Daniel François Malan (1948–1954)

## Amerika

### Nordamerika
- Kanada
  - Staatsoberhaupt: Königin Elisabeth II. (1952–2022)
    - Generalgouverneur: Vincent Massey (1952–1959)

  - Regierungschef: Premierminister Louis Saint-Laurent (1948–1957)

- Mexiko
  - Staats- und Regierungschef: Präsident Adolfo Ruiz Cortines (1952–1958)

- Vereinigte Staaten von Amerika
  - Staats- und Regierungschef:
    - Präsident Harry S. Truman (1945–20. Januar 1953)
    - Präsident Dwight D. Eisenhower (20. Januar 1953–1961)

### Mittelamerika
- Costa Rica
  - Staats- und Regierungschef:
    - Präsident Otilio Ulate Blanco (1949–8. November 1953)
    - Präsident José Figueres Ferrer (1948–1949, 8. November 1953–1958, 1970–1974)

- Dominikanische Republik
  - Staats- und Regierungschef: Präsident Hector Bienvenido Trujillo Molina (1952–1960)

- El Salvador
  - Staats- und Regierungschef: Präsident Óscar Osorio (1950–1956)

- Guatemala
  - Staats- und Regierungschef: Präsident Jacobo Árbenz Guzmán (1951–1954)

- Haiti
  - Staats- und Regierungschef: Präsident Paul Eugène Magloire (1950–1956)

- Honduras
  - Staats- und Regierungschef: Präsident Juan Manuel Gálvez (1949–1954)

- Kuba
  - Staats- und Regierungschef: Präsident Fulgencio Batista (1940–1944, 1952–1959)

- Nicaragua
  - Staats- und Regierungschef: Präsident Anastasio Somoza García (1937–1947, 1950–1956)

- Panama
  - Staats- und Regierungschef: Präsident José Antonio Remón Cantera (1952–1955)

### Südamerika
- Argentinien
  - Staats- und Regierungschef: Präsident Juan Perón (1946–1955, 1973–1974)

- Bolivien
  - Staats- und Regierungschef: Präsident Víctor Paz Estenssoro (1952–1956, 1960–1964, 1985–1989)

- Brasilien
  - Staats- und Regierungschef: Präsident Getúlio Vargas (1930–1945, 1951–1954)

- Chile
  - Staats- und Regierungschef: Präsident Carlos Ibáñez del Campo (1927–1931, 1952–1958)

- Ecuador
  - Staats- und Regierungschef: Präsident José María Velasco Ibarra (1934–1935, 1944–1947, 1952–1956, 1960–1961, 1968–1972)

- Kolumbien
  - Staats- und Regierungschef:
    - Präsident Laureano Gómez (1950–13. Juni 1953)
    - Präsident Roberto Urdaneta Arbeláez (1951–13. Juni 1953) (kommissarisch)
    - Präsident Gustavo Rojas Pinilla (13. Juni 1953–1957)

- Paraguay
  - Staats- und Regierungschef: Präsident Federico Chaves (1949–1954) (bis 15. August 1953 kommissarisch)

- Peru
  - Staatsoberhaupt: Präsident Manuel A. Odría (1949–1950, 1950–1956)
  - Regierungschef: Ministerpräsident Zenón Noriega Agüero (1950–1954) (1950 Staatsoberhaupt)

- Uruguay
  - Staats- und Regierungschef: Vorsitzender des Nationalrats Andrés Martínez Trueba (1951–1956) (bis 1952 Präsident)

- Venezuela
  - Staats- und Regierungschef: Präsident Marcos Pérez Jiménez (1952–1958) (bis 19. April 1953 kommissarisch)

## Asien

### Ost-, Süd- und Südostasien
- Bhutan
  - Staatsoberhaupt: König Jigme Dorje Wangchuck (1952–1972)
  - Regierungschef: Ministerpräsident Jigme Palden Dorji (1952–1964)

- Burma (ab 1989 Myanmar)
  - Staatsoberhaupt: Präsident Ba U (1952–1957)
  - Regierungschef: Ministerpräsident U Nu (1948–1956, 1957–1958, 1960–1962)

- Ceylon (ab 1972 Sri Lanka)
  - Staatsoberhaupt: Königin Elisabeth II. (1952–1972)
    - Generalgouverneur: Herwald Ramsbotham (1949–1954)

  - Regierungschef:
    - Premierminister Dudley Shelton Senanayake (1952–12. Oktober 1953, 1960, 1970–1975)
    - Premierminister John Lionel Kotalawela (12. Oktober 1953–1956)

- Republik China (Taiwan)
  - Staatsoberhaupt: Präsident Chiang Kai-shek (1950–1975) (1928–1931, 1943–1948 Vorsitzender der Nationalregierung Chinas, 1948–1949 Präsident von Nationalchina; 1930–1931, 1935–1938, 1939–1945, 1947 Ministerpräsident von Nationalchina)
  - Regierungschef: Ministerpräsident Chen Cheng (1950–1954, 1958–1963)

- Volksrepublik China
  - Parteichef: Vorsitzender der Kommunistischen Partei Chinas Mao Zedong (1943–1976) (1949–1954 Vorsitzender der zentralen Volksregierung; 1954–1959 Präsident)
  - Staatsoberhaupt: Vorsitzender der zentralen Volksregierung Mao Zedong (1949–1959) (ab 1954 Präsident) (1942–1976 Parteichef)
  - Regierungschef: Ministerpräsident Zhou Enlai (1949–1976)

- Indien
  - Staatsoberhaupt: Präsident Rajendra Prasad (1950–1962)
  - Regierungschef: Premierminister Jawaharlal Nehru (1947–1964)

- Indonesien
  - Staatsoberhaupt: Präsident Sukarno (1945–1967)
  - Regierungschef:
    - Ministerpräsident Wilopo (1952–30. Juli 1953)
    - Ministerpräsident Ali Sastroamidjojo (30. Juli 1953–1955, 1956–1957)

- Japan
  - Staatsoberhaupt: Kaiser Hirohito (1926–1989) (1921–1926 Regent)
  - Regierungschef: Premierminister (1946–1947, 1948–1954)

- Kambodscha (seit 9. November 1953 unabhängig)
  - Staatsoberhaupt: König Norodom Sihanouk (1941–1955, 1993–2004) (1991–1993 Vorsitzender des obersten Nationalrats) (1945, 1950, 1952–1953, 1954, 1955–1956, 1956, 1956, 1957, 1958–1960, 1961–1962 Ministerpräsident)
  - Regierungschef:
    - Ministerpräsident Penn Nouth (1948–1949, 24. Januar 1953–22. November 1953, 1954–1955, 1958, 1961, 1968–1969, 1975–1976)
    - Ministerpräsident Chan Nak (23. November 1953–1954)

- Nordkorea
  - De-facto-Herrscher: Kim Il-sung (1948–1994)
  - Staatsoberhaupt: Vorsitzender des Präsidiums der Obersten Volksversammlung Kim Du-bong (1948–1957)
  - Regierungschef: Ministerpräsident Kim Il-sung (1948–1972)

- Südkorea
  - Staatsoberhaupt: Präsident Rhee Syng-man (1948–1960)
  - Regierungschef: Premierminister Baek Du-jin (1952–1954, 1970–1971)

- Laos (seit 22. Oktober 1953 unabhängig)
  - Staatsoberhaupt: König Sisavang Vong (1945, 1946–1959) (1904–1945 König von Luang Prabang)
  - Regierungschef: Ministerpräsident Suvanna Phuma (1951–1954, 1956–1958, 1960, 1962–1975)

- Nepal
  - Staatsoberhaupt: König Tribhuvan (1911–1950, 1951–1955)
  - Regierungschef:
    - vakant (1952–15. Juni 1953)
    - Ministerpräsident Matrika Prasad Koirala (1951–1952, 15. Juni 1953–1955)

- Pakistan
  - Staatsoberhaupt: Königin Elisabeth II. (1952–1956)
    - Generalgouverneur: Ghulam Muhammad (1951–1955)

  - Regierungschef:
    - Ministerpräsident Khawaja Nazimuddin (1951–17. April 1953) (1948–1951 Generalgouverneur)
    - Ministerpräsident Muhammad Ali Bogra (17. April 1953–1955)

- Philippinen
  - Staats- und Regierungschef:
    - Präsident Elpidio Quirino (1948–30. Dezember 1953)
    - Präsident Ramon Magsaysay (30. Dezember 1953–1957)

- Sikkim (unter indischer Suzeränität)
  - Staatsoberhaupt: König Tashi Namgyal (1914–1963)
  - Regierungschef: Dewan John S. Lall (1949–1954)

- Thailand
  - Staatsoberhaupt: König Rama IX. Bhumibol Adulyadej (1946–2016)
  - Regierungschef: Ministerpräsident Plaek Phibunsongkhram (1938–1944, 1948–1957)

- Nordvietnam
  - Staatsoberhaupt: Präsident Hồ Chí Minh (1945–1969) (1945–1955 Ministerpräsident)
  - Regierungschef: Ministerpräsident Hồ Chí Minh (1945–1955) (1945–1969 Präsident)

- Südvietnam
  - Staatsoberhaupt: Präsident Bảo Đại (1949–1955) (1926–1945 Kaiser von Vietnam)
  - Regierungschef: Ministerpräsident Nguyễn Văn Tâm (1952–17. Dezember 1953)

### Vorderasien
- Irak
  - Staatsoberhaupt: König Faisal II. (1939–1958)
  - Regierungschef:
    - Ministerpräsident Nureddin Mahmud (1952–29. Januar 1953)
    - Ministerpräsident Jamil al-Midfai (1933–1934, 1935, 1937–1938, 1941, 29. Januar 1953–17. September 1953)
    - Ministerpräsident Muhammad Fadhel al-Jamali (17. September 1953–1954)

- Iran
  - Staatsoberhaupt: Schah Mohammad Reza Pahlavi (1941–1979)
  - Regierungschef:
    - Ministerpräsident Mohammad Mossadegh (1951–1952, 1952–19. August 1953)
    - Ministerpräsident Fazlollah Zahedi (19. August 1953–1955)

- Israel
  - Staatsoberhaupt: Präsident Jizchak Ben Zwi (1952–1963)
  - Regierungschef:
    - Ministerpräsident David Ben-Gurion (1948–7. Dezember 1953, 1955–1963)
    - Ministerpräsident Mosche Scharet (7. Dezember 1953–1955)

- Jemen
  - Herrscher: König Ahmad ibn Yahya (1948–1955, 1955–1962)
  - Regierungschef: Ministerpräsident Hassan ibn Yahya (1948–1955)

- Jordanien
  - Staatsoberhaupt: König Hussein (1952–1999)
    - Regent: Regentschaftsrat (1952–2. Mai 1953)

  - Regierungschef:
    - Ministerpräsident Tawfiq Abu l-Huda (1938–1944, 1947–1950, 1951–5. Mai 1953, 1954–1955)
    - Ministerpräsident Fawzi al-Mulki (5. Mai 1953–1954)

- Libanon
  - Staatsoberhaupt: Präsident Camille Chamoun (1952–1958)
  - Regierungschef:
    - Ministerpräsident Chalid Schihab (1938, 1952–1. Mai 1953)
    - Ministerpräsident Saeb Salam (1952, 1. Mai 1953–16. August 1953, 1960–1961, 1970–1973)
    - Ministerpräsident Abdullah Aref al-Yafi (1938–1939, 1951–1952, 16. August 1953–1954, 1956, 1966, 1968–1969)

- Oman (1891–1971 britisches Protektorat)
  - Herrscher: Sultan Said ibn Taimur (1932–1970)

- Saudi-Arabien
  - Staats- und Regierungschef:
    - König Abd al-Aziz ibn Saud (1932–9. November 1953)
    - König Saud ibn Abd al-Aziz (9. November 1953–1964)

- Syrien
  - Staatsoberhaupt:
    - Präsident Fawzi Selu (1951–1953) (1951–1953 Ministerpräsident)
    - Präsident Adib asch-Schischakli (1951, 11. Juli 1953–1954) (1953–1954 Ministerpräsident)

  - Regierungschef:
    - Ministerpräsident Fawzi Selu (1951–19. Juli 1953) (1951–1953 Präsident)
    - Ministerpräsident Adib asch-Schischakli (19. Juli 1953–1954) (1951, 19536–1954 Präsident)

- Türkei
  - Staatsoberhaupt: Präsident Celâl Bayar (1950–1960) (1937–1939 Ministerpräsident)
  - Regierungschef: Ministerpräsident Adnan Menderes (1950–1960)

### Zentralasien
- Afghanistan
  - Staatsoberhaupt: König Mohammed Sahir Schah (1933–1973)
  - Regierungschef:
    - Ministerpräsident Sardar Schah Mahmud Khan (1946–7. September 1953)
    - Ministerpräsident Mohammed Daoud Khan (7. September 1953–1963) (1973–1978 Präsident)

- Mongolei
  - Staatsoberhaupt:
    - Vorsitzender des Großen Volks-Churals Gontschigiin Bumtsend (1940–23. September 1953)
    - Vorsitzende des Großen Volks-Churals Süchbaataryn Jandschmaa (23. September 1953–1954) (kommissarisch)

  - Regierungschef: Vorsitzender des Ministerrates Jumdschaagiin Tsedenbal (1952–1974) (1974–1984 Vorsitzender des Großen Volks-Churals)

## Australien und Ozeanien
- Australien
  - Staatsoberhaupt: Königin Elisabeth II. (1952–2022)
    - Generalgouverneur:
      - William McKell (1947–8. Mai 1953)
      - William Slim (8. Mai 1953–1960)

  - Regierungschef: Premierminister Robert Menzies (1939–1941, 1949–1966)

- Neuseeland
  - Staatsoberhaupt: Königin Elisabeth II. (1952–2022)
    - Generalgouverneur: Charles Norrie (1952–1957)

  - Regierungschef: Premierminister Sidney Holland (1949–1957)

## Europa
- Albanien
  - Parteichef: Generalsekretär der albanischen Arbeiterpartei Enver Hoxha (1948–1985) (ab 1954 1. Sekretär) (1946–1954 Ministerpräsident)
  - Staatsoberhaupt: Vorsitzender des Präsidiums der Volksversammlung (1946–1. August 1953)
    - Vorsitzender des Präsidiums der Volksversammlung Haxhi Lleshi (1. August 1953–1982)

  - Regierungschef: Ministerpräsident Enver Hoxha (1946–1954) (1941–1985 Parteichef)

- Andorra
  - Co-Fürsten:
    - Staatspräsident von Frankreich: Vincent Auriol (1947–1954)
    - Bischof von Urgell: Ramon Iglésias Navarri (1943–1969)

- Belgien
  - Staatsoberhaupt: König Baudouin I. (1951–1993)
  - Regierungschef: Ministerpräsident Jean Van Houtte (1952–1954)

- Bulgarien
  - Parteichef: Generalsekretär der Bulgarischen Kommunistischen Partei Walko Tscherwenkow (1949–1954) (1950–1956 Ministerpräsident)
  - Staatsoberhaupt: Vorsitzender des Präsidiums der Nationalversammlung Georgi Damjanow (1950–1958)
  - Regierungschef: Vorsitzender des Ministerrats Wulko Tscherwenkow (1950–1956) (1950–1954 Parteichef)

- Dänemark
  - Staatsoberhaupt: König Friedrich IX. (1947–1972)
  - Regierungschef: Ministerpräsident Erik Eriksen (1950–30. September 1953)
    - Ministerpräsident Hans Hedtoft (1947–1950, 30. September 1953–1955)

  - Färöer (politisch selbstverwalteter und autonomer Bestandteil des Königreichs Dänemark)
    - Vertreter der dänischen Regierung: Reichsombudsmann Cai A. Vagn-Hansen (1948–1954)
    - Regierungschef: Ministerpräsident Kristian Djurhuus (1950–1959, 1968–1970)

- Bundesrepublik Deutschland (1949–1955 unter Besatzungsrecht)
  - Staatsoberhaupt: Bundespräsident Theodor Heuss (1949–1959)
  - Regierungschef: Bundeskanzler Konrad Adenauer (1949–1963)

- Deutsche Demokratische Republik
  - Parteichef: Generalsekretär des ZK der SED Walter Ulbricht (1950–1971) (1960–1973 Staatsratsvorsitzender)
  - Staatsoberhaupt: Präsident Wilhelm Pieck (1949–1960) (1946–1950 Parteichef)
  - Regierungschef: Ministerpräsident Otto Grotewohl (1949–1964) (1946–1950 Parteichef)

- Finnland
  - Staatsoberhaupt: Präsident Juho Kusti Paasikivi (1946–1956)
  - Regierungschef:
    - Ministerpräsident Urho Kekkonen (1950–17. November 1953, 1954–1956) (1956–1982 Präsident)
    - Ministerpräsident Sakari Tuomioja (17. November 1953–1954)

- Frankreich
  - Staatsoberhaupt: Präsident Vincent Auriol (1947–1954)
  - Regierungschef:
    - Präsident des Ministerrats Antoine Pinay (1952–8. Januar 1953)
    - Präsident des Ministerrats René Mayer (8. Januar–28. Juni 1953)
    - Präsident des Ministerrats Joseph Laniel (28. Juni 1953–1954)

- Griechenland
  - Staatsoberhaupt: König Paul (1947–1964)
  - Regierungschef: Ministerpräsident Alexandros Papagos (1952–1955)

- Irland
  - Staatsoberhaupt: Präsident Seán Ó Ceallaigh (1945–1959)
  - Regierungschef: Taoiseach Éamon de Valera (1932–1948, 1951–1954, 1957–1959) (1959–1973 Präsident)

- Island
  - Staatsoberhaupt: Präsident Ásgeir Ásgeirsson (1952–1968) (1932–1934 Ministerpräsident)
  - Regierungschef:
    - Ministerpräsident Steingrímur Steinþórsson (1950–11. September 1953)
    - Ministerpräsident Ólafur Thors (1942, 1944–1947, 1949–1950, 11. September 1953–1956, 1959–1963)

- Italien
  - Staatsoberhaupt: Präsident Luigi Einaudi (1948–1955)
  - Regierungschef:
    - Ministerpräsident Alcide De Gasperi (1945–17. August 1953)
    - Ministerpräsident Giuseppe Pella (17. August 1953–1954)

- Jugoslawien
  - Staatsoberhaupt:
    - Präsident Ivan Ribar (1945–14. Januar 1953)
    - Präsident Josip Broz Tito (14. Januar 1953–1980) (1945–1963 Ministerpräsident)

  - Regierungschef: Ministerpräsident Josip Broz Tito (1945–1963) (1953–1980 Präsident)

- Kanalinseln[1]
  - Guernsey
    - Staats- und Regierungschef: Herzogin Elisabeth II. (1952–2022)
      - Vizegouverneur:
        - Philip Neame (1945–1953)
        - Thomas Elmhirst (1953–1958)

  - Jersey
    - Staats- und Regierungschef: Herzogin Elisabeth II. (1952–2022)
      - Vizegouverneur:
        - Arthur Edward Grassett (1945–1953)
        - Gresham Nicholson (1953–1958)

- Liechtenstein
  - Staatsoberhaupt: Fürst Franz Josef II. (1938–1989)
  - Regierungschef: Alexander Frick (1945–1962)

- Luxemburg
  - Staatsoberhaupt: Großherzogin Charlotte (1919–1964) (1940–1945 im britischen Exil)
  - Regierungschef:
    - Ministerpräsident Pierre Dupong (1937–23. Dezember 1953)
    - Ministerpräsident Joseph Bech (1926–1937, 29. Dezember 1953–1958)

- Isle of Man[1]
  - Staatsoberhaupt: Lord of Man Elisabeth II. (1952–2022)
    - Vizegouverneur: Ambrose Dundas Flux Dundas (1952–1959)

- Monaco
  - Staatsoberhaupt: Fürst Rainier III. (1949–2005)
  - Regierungschef:
    - Staatsminister Pierre Voizard (1950–2. September 1953)
    - Staatsminister Henry Soum (15. November 1953–1959)

- Niederlande
  - Staatsoberhaupt: Königin Juliana (1948–1980)
  - Regierungschef: Ministerpräsident Willem Drees (1948–1958)

- Norwegen
  - Staatsoberhaupt: König Haakon VII. (1905–1957) (1940–1945 im britischen Exil)
  - Regierungschef: Ministerpräsident Oscar Torp (1951–1955)

- Österreich (1945–1955 unter Besatzungsrecht)
  - Staatsoberhaupt: Bundespräsident Theodor Körner (1951–1957)
  - Regierungschef:
    - Bundeskanzler Leopold Figl (1945–25. Februar 1953)
    - Bundeskanzler Julius Raab (2. April 1953–1961)

- Polen
  - Parteichef: Generalsekretär Bolesław Bierut (1948–1956) (1944–1947 Präsident des Landesnationalrates, 1947–1952 Präsident, 1952–1954 Ministerpräsident)
  - Staatsoberhaupt: Staatsratsvorsitzender Aleksander Zawadzki (1952–1964)
  - Regierungschef: Ministerpräsident Bolesław Bierut (20. November 1952–1954) (1948–1956 Parteichef) (1944–1947 Präsident des Landesnationalrates, 1974–1952 Präsident)

- Portugal
  - Staatsoberhaupt: Präsident Francisco Craveiro Lopes (1951–1958)
  - Regierungschef: Ministerpräsident António de Oliveira Salazar (1932–1968)

- Rumänien
  - Parteichef: Generalsekretär Gheorghe Gheorghiu-Dej (1945–1954, 1955–1965) (1952–1954 Ministerpräsident) (1961–1965 Staatsoberhaupt)
  - Staatsoberhaupt: Präsident des Präsidiums der Nationalversammlung Petru Groza (1952–1958) (1945–1952 Ministerpräsident)
  - Regierungschef: Ministerpräsident Gheorghe Gheorghiu-Dej (1952–1955) (1945–1954, 1955–1965 Parteichef) (1961–1965 Staatsoberhaupt)

- San Marino
  - Staatsoberhaupt: Capitani Reggenti
    - Arnaldo Para (1948, 1. Oktober 1952–1. April 1953) und Eugenio Bernardini (1. Oktober 1952–1. April 1953, 1956–1957)
    - Vincenzo Pedini (1946, 1949–1950,1. April 1953–1. Oktober 1953) und Alberto Reffi (1. April 1953–1. Oktober 1953)
    - Giordano Giacomini (1948–1949, 1. Oktober 1953–1. April 1954, 1957) und Giuseppe Renzi (1948, 1. Oktober 1953–1. April 1954)

  - Regierungschef: Außenminister Gino Giancomini (1945–1957)

- Schweden
  - Staatsoberhaupt: König Gustav VI. Adolf (1950–1973)
  - Regierungschef: Ministerpräsident Tage Erlander (1946–1969)

- Schweiz[2]
  - Bundespräsident Philipp Etter (1939, 1942, 1947, 1. Januar 1953–31. Dezember 1953)
  - Bundesrat:
    - Philipp Etter (1934–1959)
    - Karl Kobelt (1941–1954)
    - Max Petitpierre (1945–1961)
    - Rodolphe Rubattel (1948–1954)
    - Josef Escher (1950–1954)
    - Markus Feldmann (1952–1958)
    - Max Weber (1952–1954)

- Sowjetunion
  - Parteichef:
    - Generalsekretär der KPdSU Josef Stalin (1922–1953)
    - Generalsekretär der KPdSU Georgi Malenkow (6. März 1953–15. März 1953)
    - Erster Sekretär der KPdSU Nikita Chruschtschow (15. März 1953–1964) (1958–1964 Vorsitzender des Ministerrats)

  - Staatsoberhaupt:
    - Vorsitzender des Präsidiums des obersten Sowjets Nikolai Schwernik (1946–15. März 1953)
    - Vorsitzender des Präsidiums des obersten Sowjets Kliment Woroschilow (15. März 1953–1960)

  - Regierungschef:
    - Vorsitzender des Ministerrats Josef Stalin (1941–5. März 1953)
    - Vorsitzender des Ministerrats Georgi Malenkow (5. März 1953–1955)

- Spanien
  - Staats- und Regierungschef: Caudillo Francisco Franco (1939–1975)

- Tschechoslowakei
  - Parteichef:
    - Vorsitzender Klement Gottwald (1929–14. März 1953)
    - Vorsitzender Antonín Novotný (14. März 1953–1968) (1957–1968 Präsident)

  - Staatsoberhaupt:
    - Präsident Klement Gottwald (1948–14. März 1953)
    - Präsident Antonín Zápotocký (14. März 1953–1957) (1948–1953 Ministerpräsident)

  - Regierungschef:
    - Ministerpräsident Antonín Zápotocký (1948–21. März 1953) (1953–1957 Präsident)
    - Ministerpräsident Viliam Široký (21. März 1953–1963)

- Ungarn
  - Parteichef: Generalsekretär der Partei der Ungarischen Werktätigen Mátyás Rákosi (1945–1956) (1946, 1947, 1952–1953 Ministerpräsident)
  - Staatsoberhaupt: Vorsitzender des Präsidentschaftsrats István Dobi (1952–1967) (1948–1952 Ministerpräsident)
  - Regierungschef:
    - Ministerpräsident Mátyás Rákosi (1946, 1947, 1952–4. Juli 1953) (1945–1956 Parteichef)
    - Ministerpräsident Imre Nagy (4. Juli 1953–1955, 1956)

- Vatikanstadt
  - Staatsoberhaupt: Papst Pius XII. (1939–1958)
  - Regierungschef:
    - Pro-Staatssekretär für ordentliche kirchliche Angelegenheiten Giovanni Battista Montini (1952–1954)
    - Pro-Staatssekretär für außerordentliche kirchliche Angelegenheiten Domenico Tardini (1952–1958)

- Vereinigtes Königreich
  - Staatsoberhaupt: Königin Elisabeth II. (1952–2022) (gekrönt 1953)
  - Regierungschef: Premierminister Winston Churchill (1940–1945, 1951–1955)